# 富米·诺萨万
富米·诺萨万（英語：Phoumi Nosavan，1920年1月27日—1985年），老挝的右翼人物，老挝内战中的反共军人，与鄰國泰国的独裁军人沙立·他那叻是表亲關係。曾在泰国、美国的支持下一度建立老挝军事独裁政府，1964年遭遇军事政变被推翻。1965年重新夺权失败，流亡泰国。